# 鹈燕属
鵜燕屬是鸌科下的其中一個屬。牠們是一種僅分佈於南半球的海鳥。其下有四種相當類似的物種，應靠其全身羽毛、棲地、鳥喙形狀區分。整個屬曾經被獨立劃分為鵜燕科（Pelecanoididae），但現今歸入鸌科下。
鵜燕是一種形似海雀科物種的鸌形目鳥類，過去曾有研究者猜測牠們之間有親緣關係，但現今被認為這只是因為同時以潛水覓食而造成的趨同演化。在鸌形目下，鵜燕是最適應海洋生活的鳥類，通常其棲地比其他同目鳥類更接近海岸邊。

## 分類學
該屬名Pelecanoides是由法國博物學家贝尔纳·热尔曼·德·拉塞佩德於1799年建立，用於原先在鸌屬下的普通鵜燕重新歸類。Pelecanoides是一合成詞，由古希臘文（指「鵜鶘」）及（指「類似」）形成。源自該屬成員具有一個可容納食物的喉囊以暫時儲存食物，如同鵜鶘一般。
鵜燕在鸌形目下曾屬於一個獨立科——鵜燕科（Pelecanoididae），但其分類地位後根據基因研究，發現牠們實質上與鸌科鳥類親緣較近而被取消而被合併進鸌科內。

### 現存物種
現有四種被確認的物種：
| 照片 | 名稱                                | 分佈地 |
| ---- | ----------------------------------- | --- |
|      | Pelecanoides garnotii 秘魯鵜燕      | 祕魯到智利之間的海岸及離岸海島上                                                                           |
|      | Pelecanoides magellani 麥哲倫鵜燕   | 智利南部的海峽、峽灣及火地群島                                                                             |
|      | Pelecanoides georgicus 南喬治亞鵜燕 | 南大西洋的南喬治亞與南桑威奇群島，南印度洋的愛德華王子群島、克羅澤群島、凱爾蓋朗群島和赫德島和麥克唐納群島 |
|      | Pelecanoides urinatrix 普通鵜燕     | 分佈相當廣泛，包含南半球的亞熱帶到南極圈附近一帶的大西洋、印度洋和西南太平洋島嶼上                         |

### 可能的物種

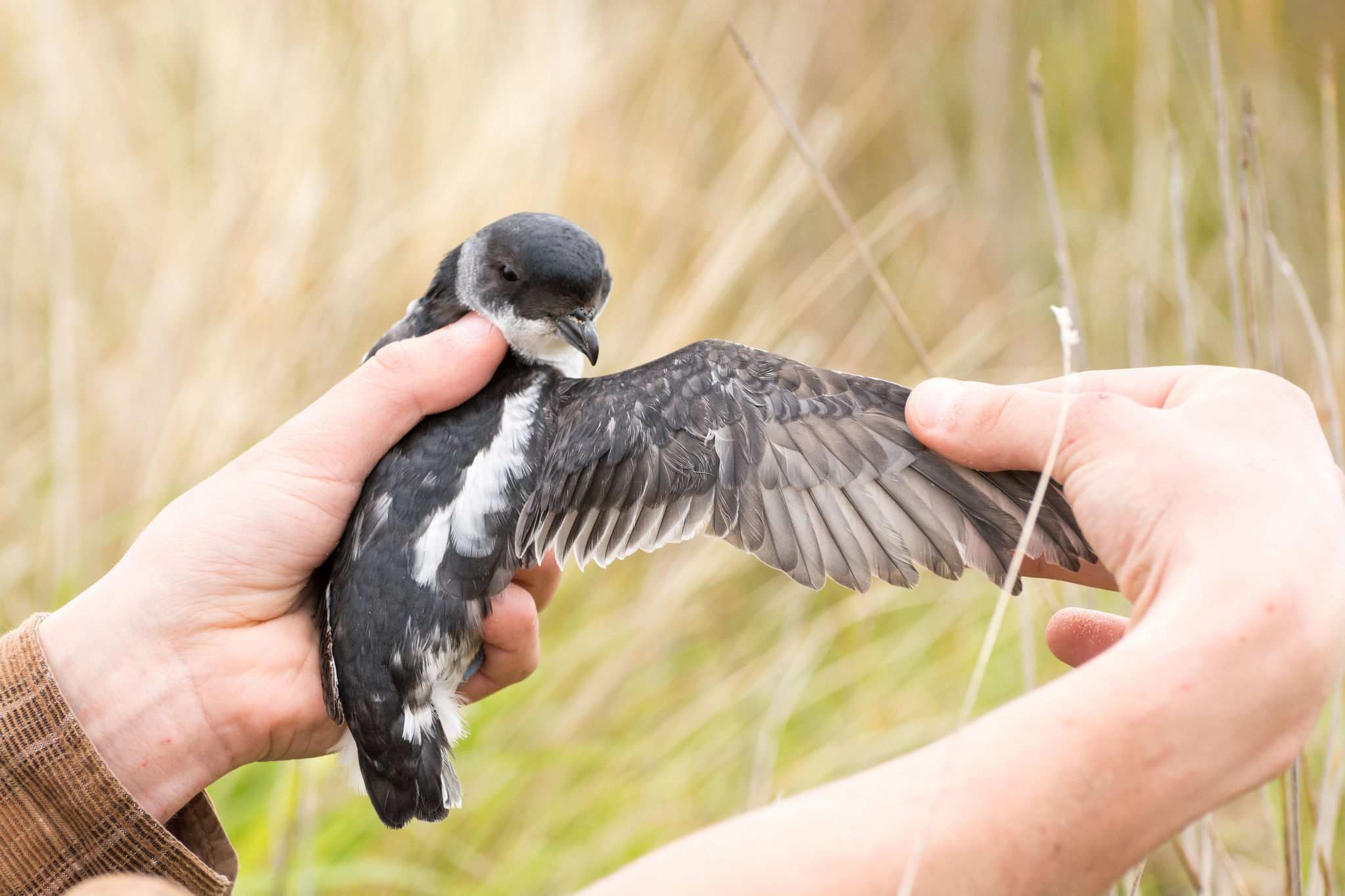
南喬治亞鵜燕科德菲什亞種

南喬治亞鵜燕的科德菲什亞種（P. g. whenuahouensis）因其與其他南喬治亞鵜燕的生活習性及棲息地偏好有所差異，在一些分類中會被視作為獨立的物種，此亞種於2018年首次發表，並僅在科德菲什島上被發現。但目前主要仍認定其作為一亞種存在。

### 化石物種
該屬的化石紀錄相當殘缺且不完整，難以追溯其歷史。在南非蘭格班韋格的上新世早期地層中曾有發現一些相關化石，被命名為P. cymatotrypetes；這種鳥類與普通鵜燕相當類似，但南非現存並沒有該屬任何物種的存在。
到了2007年，在紐西蘭的中新世早期或中期地層中發現了一塊肱骨，被命名為P. miokuaka。相較於其他同屬物種，雖然其體型較接近南喬治亞鵜燕而略小於普通鵜燕，但其特徵相較於其他物種，仍類似於鵜燕而被歸入該屬。該物種的種小名miokuaka是混成詞，結合了miocene（中新世）和kuaka（鵜燕的毛利語）而成。並有一個俗名：中新世鵜燕。

## 物種描述
鵜燕是一種體型嬌小的海鳥。其頸部短，鳥喙短而寬，尖端呈鉤狀，並同樣有鸌形目才有的管狀鼻孔，但方向是朝上以適應潛水的生活。就跟其他海鳥類似，牠們的腳上同樣有蹼，腿部朝後方延伸，使之在水上優游自如但難以在地面上行走。
其翅膀短而有力，雖然相對於其他鸌形目成員而言來的短，可以在波浪之間自由穿梭，並在水上快速前進。但也因此牠們的飛羽若脫落便會造成極大的飛行阻礙（因為翅膀面積較小），因此牠們採取了所有羽毛同時換羽的策略，此時牠們無法飛行，但這時無毛的翅膀就如同企鵝一樣反而會更適合潛水捕獵。
牠們主要呈黑白二色，而雄雌之間並無明顯差異。物種之間僅能仰賴整體大小和喙的形狀辨識。

## 行為
比起飛行，鵜燕更喜歡在水上載浮載沉，多以潛水迴避危險。在陸地上大批地成群結隊行動，在海上則多獨立或少量群體活動。

### 食性
鵜燕的飲食以浮游性的甲殼動物為主，並輔以一些小魚和頭足類，如南極磷蝦，並隨物種、地點和年份有所變化。以從水面上潛水或直接從空中俯衝入水捕食，每次可在水下停留數分鐘。

### 繁殖
鵜燕以大量群體繁殖後代，通常聚集在島嶼的斜坡上繁殖。自行在軟土、沙灘或鳥糞上挖掘洞穴，並在裡面產卵繁殖。每次產一顆白色的卵，並在7—8週後孵化，2—3歲時達到性成熟並進行首次繁殖，較其他鸌科都來得早。

## 保護情形
南喬治亞鵜燕、普通鵜燕數量達數百萬隻，是世界上數量最多的海鳥之一；而麥哲倫鵜燕被預估數十萬隻個體也較無問題。但仍會受到鳥糞開採、聖嬰現象、入侵種如野貓、油污染、漁業過度發展等問題。
秘魯鵜燕因其高度集中的繁殖地，加上跟其他鵜燕相同的威脅，導致其棲息地品質正持續下降，是其未來數量的隱憂。